# موفيليني
موفيليني هي قرية تقع في إقليم ياش في رومانيا وبلغ عدد سكانها 3,119 نسمة في عام 2002م.